# HMS Neptune (1683)
HMS Neptune (1683) — 90-пушечный линейный корабль второго ранга Королевского флота. Заказан 8 сентября 1678 года. Построен в 1677 по программе «Тридцать больших кораблей»; спущен на воду в 1683 году на верфи Дептфорд. В 1750 году переименован в HMS Torbay.

## Война Аугсбургской лиги
Впервые вошёл в строй в 1690 году, капитан Томас Гардинер (англ. Thomas Gardiner), в качестве флагмана вице-адмирала Джорджа Рука. В этом качестве принимал участие в битве при Барфлер в мае 1692 года.

## Перестройки
Прошел первую перестройку на верфи Уильяма Джонсона в Блэкуолле (англ.), Лондон, где повторно спущен на воду 6 мая 1710 года как 90-пушечный корабль второго ранга по уложению 1706 года. Вошёл в строй 3 февраля 1711 под командованием капитана Фрэнсиса Вайвелла (англ. Francis Wyvell), но в июле того же года выведен в резерв, в море не ходил.
18 августа 1724 был получен приказ HMS Neptune разобрать и перестроить в 90-пушечный второго ранга по уложению 1719 года на верфи в Вулвиче, где он был снова спущен на воду 15 октября 1730 года.

## Война за австрийское наследство
1744 — под флагом вице-адмирала Лестока был при Тулоне.
С 1747 года по апрель 1749 года перестроен и понижен до 74-пушечного 3 ранга на верфи в Чатеме; переименован в HMS Torbay 23 августа 1750 года.

## Семилетняя война
1755 — 8 июня был в эскадре вице-адмирала Боскавена в заливе Св. Лаврентия.
1758 — коммодор Август Кеппель; вышел из Корка 11 ноября, как главнокомандующий экспедиции против французского поселения Горея, на побережье Африки. Его эскадра состояла из следующих кораблей:
- HMS Torbay (74), капитан Томас Кроу (англ. Thomas Crowe);
- HMS Nassau (70), Джеймс Тейлор (англ. James Taylor);
- HMS Fougueux (60), Джозеф Найт (англ. Joseph Knight);
- HMS Dunkirk (60), Роберт Дигби (англ. Robert Digby),
- HMS Litchfield (50), Мэтью Бартон (англ. Matthew Barton),
- HMS Prince Edward (40), Уильям Фортескью (англ. William Fortescue);
- шлюп HMS Saltash, Уильям Стирлинг (англ. William Stirling),
- два бомбических кеча: HMS Firedrake, лейтенант Джеймс Оррок (англ. James Orrock), и HMS Furnace, лейтенант Джонатан Фолкнор (англ. Jonathan Faulknor);
- брандер под названием HMS Roman Emperor, Уильям Хьюсом (англ. William Hewsom),
- несколько транспортов с двумя полками войск на борту.

HMS Litchfield и транспорт под названием Somerset потерпели крушение 29 ноября; выжившие попали в плен к маврам. Коммодор Кеппель встал на якорь в Горее 24 декабря.
Шлюпу HMS Saltash было приказано встать в бухте между мысом Барнаби и мысом Гори, чтобы прикрыть высадку войск, когда будет признано целесообразным. В четыре часа утра 28 декабря плоскодонные лодки получили приказ сажать войска и были готовы идти к берегу в девять. Между тем боевые корабли собрались бомбардировать форт.
Бомбардирскому HMS Firedrake, под прикрытием Prince Edward, было приказано встать на якорь против люнета барбетной батареи, немного ниже цитадели к северу. Капитан HMS Nassau Сайер (англ. Sayer) получил приказ возглавить линию баталии на правом галсе, и встать на якорь против батареи Св. Петра из пяти орудий; следовавший за ним HMS Dunkirk встал перед незавершенной батареей севернее; HMS Torbay взял на себя западную батарею из пяти орудий, и западный угол форта Св. Франциска с четырьмя меньшими орудиями; капитан HMS Fougueux Найт замыкал линию и прикрывал второй бомбардирский кеч, державшийся у него на правой раковине и назначенный вести огонь по мортирной батарее.
Лейтенант, посланный на берег принять капитуляцию, был удивлен вопросу «на какие условия капитуляции можно рассчитывать?» Он ответил, что коммодор не хочет слушать об иных условиях, кроме сдачи на его милость, и получил ответ: «Я по-прежнему готов защищаться, если французские войска не получат разрешения выходить с военными почестями». Коммодор Кеппель немедленно скомандовал залп бортом с Torbay и из каждой пушки на эскадре, готовой к стрельбе. Губернатор, увидев что его солдаты отказываются дальше стоять при пушках, приказал к вывесить на стену полковое знамя, как сигнал о сдаче.
Письмо от коммодора государственному секретарю:

Сэр,
— я прибыл сюда с эскадрой под моим командованием 28 декабря прошлого месяца. На следующее утро, согласно инструкции Его величества, я атаковал силами кораблей батареи и форт на острове Горея, которые были вскоре приведены к желанию просить капитуляцию. Требования губернатора были разрешить вывести французские войска гарнизона маршем, с военными почестями. Его условия я решительно отклонил и начал новый приступ; однако, в очень короткий срок крепость, гарнизон и проч. сдались на милость эскадре Его величества.
Подполковник Уорг держал свои войска в плоскодонных лодках, в хорошем порядке и готовности, на надлежащем расстоянии от транспортов, дабы сделать высадку, когда будет практически осуществимо, или потребуется.
Через два дня после капитуляции острова я приказал выдать его с пушками, артиллерией, припасами и провизией и т. д., какие там находятся, офицеру и войскам, каких подполковник Уорг сочтет нужным поставить в гарнизон; подполковник принимает все мыслимые усилия разместить и организовать гарнизон наилучшим образом и так быстро, как позволят обстоятельства. Прилагаю, сэр, состояние острова, артиллерии, боеприпасов и провизии, найденных на месте, на момент сдачи:
— Французы военнопленные, триста.
— Чернокожие с оружием, большое число, но я недостаточно хорошо информирован, чтобы сказать точно.
— Потери врага в людях так по-разному мне заявлены опрошенными, что я должен отложить доклад об их численности до другого случая.
— Железных пушек, различного калибра, девяносто три; одна бронзовая двенадцатифунтовая; железных фальконетов, установленных на лафетах, одиннадцать; бронзовых мортир, установленных на фундаменты, две по тринадцати дюймов, то же, одна в десять дюймов. В магазине — порох, сто бочонков; припасы всех видов, на четыреста человек, на четыре месяца.
Август Кеппель
Оригинальный текст (англ.)SIR, - I arrived here with the squadron under my command on the 28th. December past in the evening. The next morning, agreeable to his majesty's instructions, I attacked with the ships the fort and batteries on the island of Goree which were soon reduced to desire permission to capitulate. The governor's demands were to be allowed to march the French troops out of the garrison with the honours of war. His terms I absolutely rejected and began a fresh attack; it was however of very short duration, when the forts, garrison & c. surrendered at discretion to his majesty's squadron.

Lieutenant-colonel Worge had his troops embarked in the flat-bottomed boats, in good order and readiness, at a proper distance with the transports, to attempt a descent, when it should be found practicable or require.
Two days after the surrender of the island I ordered it to be delivered up, with the cannon, artillery, stores and provisions & c. found in it, to the officer and troops lieutenant-colonel Worge thought fit to garrison the place with; and the colonel is taking all imaginable pains settle and regulate the garrison in the best manner and as fast as circumstances will admit of. 
The enclosed, Sir, is the state of the island, with the artillery, ammunition and provisions found in the place at the time of its surrender.
French, made prisoners of war, three hundred.
Blacks in arms, a great number; but I am not well enough informed as yet to say precisely.
The loss the enemy sustained as to men, is so very differently stated to me, by those that have been asked, I must defer saying the number until another opportunity.
Iron ordnance, of different bores, ninety-three; one brass twelve pounder; iron swivels, mounted on carriages, eleven; brass mortars, mounted on beds, two of thirteen inches, ditto; one of ten inches. In the magazine - powder, one hundred barrels; provisions of all species, for four hundred men, for four months.
Augustus Keppel

Коммодор взял пленных на борт и, оставив достаточный гарнизон для обеспечения острова, 27 января ушел в Сенегал, и вернулся в Англию 1 марта. Остальную часть года он служил в качестве частного капитана Флота Канала под командованием сэра Эдварда Хока.
В ноябре 1759 года HMS Torbay принял участие в разгроме французского флота маркиза де Конфлана, когда Thesee (74), был потоплен пушками HMS Torbay.

## Межвоенные годы
1771 — капитан Самуэль Уоллис (англ. Samuel Wallis); был назначен в начале года в рамках мер предосторожности, ввиду угрозы разрыва с Испанией из-за Фолклендских островов. Командовал кораблем до следующего года.
1772 — капитан Фрэнсис Самуэль Дрейк, брандвахта в Плимуте.

## Американская революционная война
HMS Torbay участвовал в Американской революционной войне. Был при Форт-Ройял, у острова Сент-Киттс, при островах Всех Святых, в бухте Самана.
Продан в Портсмуте, для разборки на части 17 августа 1784 года.